# Jurki (Wandowo)
Jurki – nieoficjalny przysiółek wsi Wandowo w Polsce położony w województwie pomorskim, w powiecie kwidzyńskim, w gminie Gardeja.
W latach 1975–1998 miejscowość administracyjnie należała do województwa elbląskiego.
Inne miejscowości o nazwie Jurki: Jurki